# Jens Sætter-Lassen

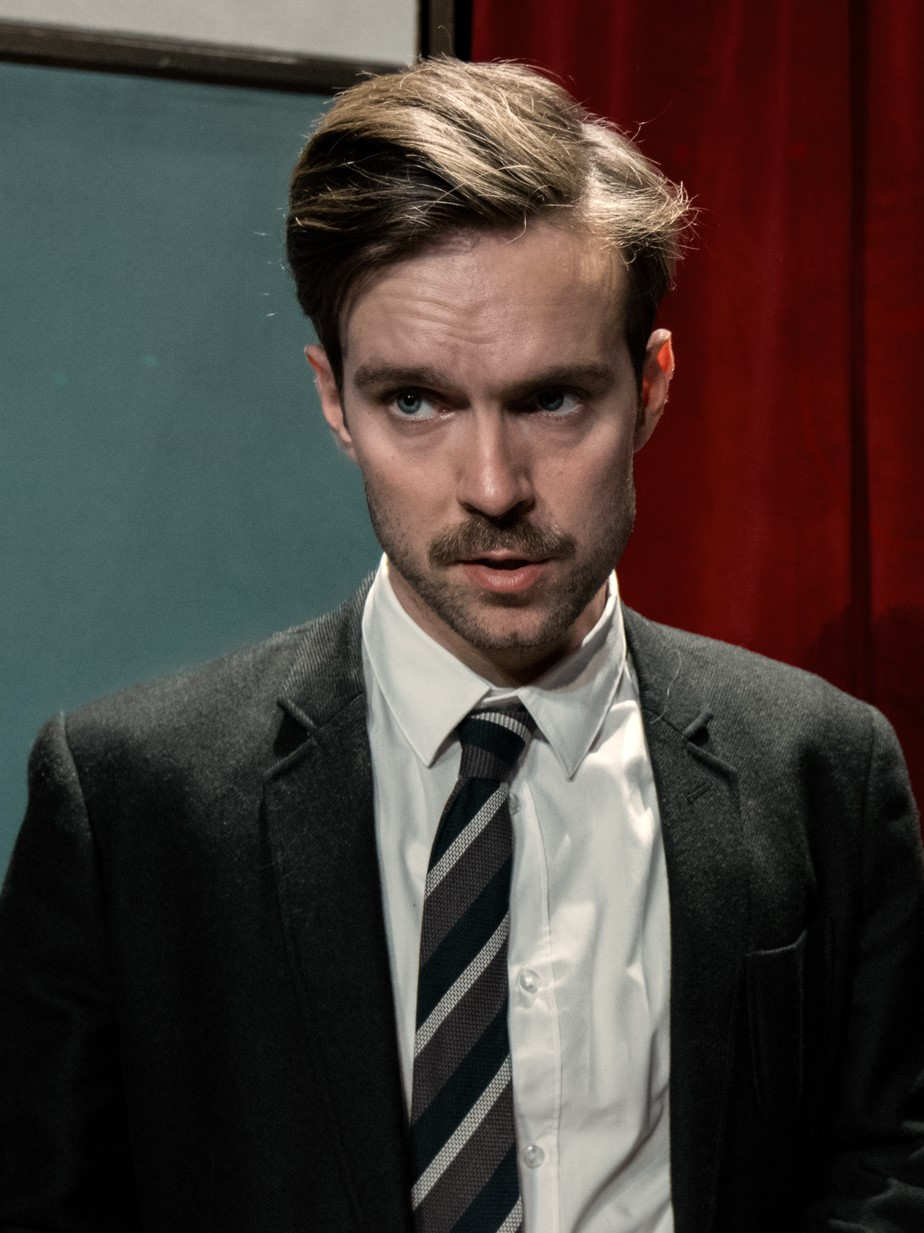
Jens Sætter-Lassen bei der Aufführung des Stückes Kleiner Mann – was nun? von Hans Fallada im Folketeatret 2016.

Jens Frederik Sætter-Lassen (* 6. Februar 1986 in Dänemark) ist ein dänischer Schauspieler.

## Leben
Er ist der Sohn des Schauspielers Søren Sætter-Lassen und der Schauspielerin Vibeke Hastrup.
Er debütierte frühzeitig als Kinder- und Jugenddarsteller. In Dänemark wurde er hauptsächlich bekannt in der Rolle des Egon Olsen in der Fernsehserie Olsen-bandens første kup aus der Juniorversion der Olsenbande, die erstmals 1999 im TV-Julekalender  von TV 2 (Dänemark) aufgeführt wurde. Jens Sætter-Lassen machte bis 2011 eine Schauspielausbildung an der Statens Teaterskole (Dänische Nationale Schule für Theater und zeitgenössischen Tanz) und trat anschließend an verschiedenen dänischen Theatern auf. 2011 wirkte er in dem dänischen Thriller ID:A – Identität anonym mit und 2013 trat er in der dritten Staffel der Fernsehserie Borgen – Gefährliche Seilschaften als Lasse auf. 2014 spielte Sætter-Lassen die Rolle als Peter Jensen in der achtteiligen dänischen Fernsehserie und Historiendrama 1864.
Jens Sætter-Lassen heiratete am 24. Juni 2023 nach langjähriger Partnerschaft die Schauspielerin Neel Rønholt. Beide haben zwei gemeinsame Töchter.

## Filmografie
- 1995: Alletiders Nisse (Fernsehserie)
- 1997: Alletiders Julemand  (Fernsehserie)
- 1999: Olsenbandens Første Kup (dänische Weihnachtsserie)
- 2010: Lærkevej (Fernsehserie)
- 2011: ID:A – Identität anonym (ID:A)
- 2013: Borgen – Gefährliche Seilschaften (Borgen, Fernsehserie)
- 2014: 1864 – Liebe und Verrat in Zeiten des Krieges (1864, Fernsehserie)
- 2016: Euroman (Kurzfilm)
- 2016: Badehotellet (Fernsehserie)
- 2016: Bedrag  (Fernsehserie)
- 2017: Countdown Copenhagen (Gidseltagningen)
- 2017: Thorn
- 2021: Das Bombardement (Skyggen i mit øje)

## Theaterauftritte
- 2011: Mågen im Det Kongelige Teater
- 2012: Fakiren fra Bilbao im Folketeatret
- 2012: Tartuffe im Grønnegårds Teatret
- 2012: Diva Min im Teater V
- 2016: Kleiner Mann – was nun? im Folketeatret